# Гари (Родниковский район)
Гари — деревня в Родниковском районе Ивановской области. Входит в состав Филисовского сельского поселения.

## География
Находится в центральной части Ивановской области на расстоянии приблизительно 6 км на восток-северо-восток по прямой от районного центра города Родники.

## История
В 1872 году здесь (тогда деревня Юрьевецкого уезда Костромской губернии) было учтено 56 дворов, в 1907 году — 70. В 2002 году имело статус поселка.

## Население
Постоянное население составляло 275 человек (1872 год), 257 (1897), 343 (1907), 75 в 2002 году (русские 88 %), 57 в 2010.